# ルートヴィヒ・ハインリヒ・モーリッツ (プファルツ＝ジンメルン公)
ルートヴィヒ・ハインリヒ・モーリッツ・フォン・プファルツ＝ジンメルン（ドイツ語: Ludwig Heinrich Moritz von Pfalz-Simmern, 1640年10月11日 - 1674年1月3日）は、ドイツのプファルツ＝ジンメルン家の公子で、プファルツ＝ジンメルン＝カイザースラウテルン公（在位：1655年 - 1674年）。

## 生涯
プファルツ＝ジンメルン＝カイザースラウテルン公ルートヴィヒ・フィリップとその妻でブランデンブルク選帝侯ヨアヒム・フリードリヒの娘であるマリー・エレオノーレの間の息子として生まれた。両親が三十年戦争の戦乱を避けて亡命していたスダン公領で生まれ育ち、戦争終結とともに所領のカイザースラウテルンに戻った。
1655年に父が死ぬとプファルツ＝ジンメルン＝ラウテルン公爵家の家督を継いだが、幼少のためしばらく母と従兄のプファルツ選帝侯カール・ルートヴィヒが後見人となった。1666年9月23日にクレーフェにおいて、大叔父のオラニエ公フレデリック・ヘンドリックの末娘マリアと結婚した。この縁組は強い政治的影響力をもつマリアの3人の姉たちが、改革派信徒の諸侯家の結びつきを強める目的から実現させたものであった。
8年間の結婚生活で子供をもうけることは無く、1674年に33歳で死去した。彼の死によりプファルツ＝ジンメルン家の最も近縁の傍系であるラウテルン公爵家は断絶した。遺骸はジンメルン（現在のドイツ領ラインラント＝プファルツ州ライン＝フンスリュック郡）のザンクト・シュテファン教区教会（Stadtkirche St. Stephan）に葬られた。